# Barbacenia goethartii
Barbacenia goethartii là một loài thực vật có hoa trong họ Velloziaceae. Loài này được Henrard miêu tả khoa học đầu tiên năm 1937.